# Sint-Joris-Winge
Sint-Joris-Winge (fr. Winghe-Saint-Georges) – dzielnica (deelgemeente) gminy Tielt-Winge w Belgii, w Regionie Flamandzkim, w prowincji Brabancja Flamandzka, w okręgu Leuven. 1 stycznia 2020 roku liczyła 2943 mieszkańców. Do 31 grudnia 1976 samodzielna gmina.  

## Demografia
Liczba mieszkańców, stan na 1 stycznia:
| Rok                | 1930 | 1970 | 2020 |
| ------------------ | ---- | ---- | ---- |
| Liczba mieszkańców | 1754 | 1930 | 2943 |